# Суини Тодд, демон-парикмахер с Флит-стрит (мюзикл)
«Суи́ни Тодд, де́мон-парикма́хер с Фли́т-стри́т» (англ. Sweeney Todd: The Demon Barber of Fleet Street) — «музыкальный триллер» 1979 года. 
Музыку и стихотворные тексты написал Стивен Сондхейм, а либретто — Хью Уиллер. Основой послужила романтическая пьеса Кристофера Бонда, которая, в свою очередь, была переложением городских легенд о серийном убийце Суини Тодде.
Первая постановка «Суини Тодда» состоялась на Бродвее 1 марта 1979 года. Режиссёром стал Гарольд Принс, главные роли сыграли Лен Кариу (Суини Тодд) и Анджела Лэнсбери (миссис Ловетт).

## Сюжет

### Пролог
Звучит холодная органная прелюдия («Organ Prelude»). Когда она заканчивается, на сцене появляются странные люди — судя по всему, простые жители Лондона, закапывают мешок с телом, посыпая его пеплом. Они начинают рассказывать загадочную историю о Суини Тодде — «демоническом цирюльнике с Флит-Стрит». Вскоре появляется призрак самого Тодда и предлагает зрителям узнать о его жизни. Действие спектакля переносится в 1846 год («The Ballad of Sweeney Todd: Attend the Tale of Sweeney Todd…»).

### Акт первый

Джордж Хирн в роли Суини Тодда исполняет песню «My Friends»

Молодой моряк Энтони Хоуп возвращается в родной город Лондон со своим новым «другом» — Суини Тоддом, которого Энтони спас от верной гибели в океане. Юноша очень рад снова видеть родные улицы, но Тодду это приносит только боль и разочарование. Всё только портит внезапно появившаяся безумная нищенка, которая просит милостыню, а потом предлагает мужчинам свои сексуальные «услуги» («No Place Like London»). Погнав её прочь, Суини рассказывает Энтони трагическую историю о юном наивном брадобрее, его прекрасной жене и похотливом судье, который отправил цирюльника в пожизненную ссылку, чтобы овладеть красавицей («The Barber and His Wife»).
Расставшись с Хоупом, Тодд идёт прямиком на Флит-Стрит, в пекарню миссис Ловетт. Хозяйка безумно рада видеть первого посетителя за многие недели и предлагает ему отведать «худших пирожков в Лондоне», попутно жалуясь на свою тяжёлую жизнь («The Worst Pies in London»). Тодд предлагает ей способ заработка — сдавать комнату на втором этаже пекарни, но Ловетт заявляет, что это место все обходят стороной: ведь 15 лет назад, когда там жил цирюльник Бенджамин Баркер с женой Люси и годовалой дочкой Джоанной, случилась трагедия. Судья Тёрпин и его помощник, пристав Бамфорд, осудили Баркера по ложному обвинению и сослали его в Австралию. После этого судья обманом заманил Люси в свой дом и изнасиловал её. Не в силах вынести позор, девушка отравилась мышьяком, а дочь Баркеров стала воспитанницей судьи («Poor Thing»). Тодд в ужасе кричит: «Неужели никто не пожалел мою Люси?!», и миссис Ловетт понимает, что перед ней Бенджамин Баркер. Он решает отомстить тем, кто разрушил его жизнь и берёт в руки единственное, что ему дорого: серебряные бритвы. «Верные друзья» скоро станут орудием возмездия («My Friends», «The Ballad of Sweeney Todd (Reprise): Lift Your Razor High, Sweeney!…»).
Энтони, прогуливаясь по городу, видит в окне одного из домов красивую девушку, которая в песне сравнивает себя с птицей в золотой клетке («Green Finch and Linnet Bird»). Моряк спрашивает у проходящей мимо нищенки, как зовут эту красавицу, и узнаёт, что она — Джоанна, приёмная дочь судьи Тёрпина. Энтони понимает, что влюбился («Ah, Miss») и решает освободить её «из клетки», несмотря на угрозы судьи и пристава Бамфорда («Johanna»).
Тодд и миссис Ловетт приходят на рынок, где итальянский цирюльник Адольфо Пирелли и его глуповатый помощник Тоби расхваливают перед толпой волшебное средство от облысения («Pirelli’s Miracle Elixir»). Тодд во всеуслышание заявляет, что чудесный эликсир состоит из мочи и чернил, после чего предлагает Пирелли устроить состязание брадобреев. Суини с лёгкостью выигрывает и сразу же приглашает в своё заведение пристава Бамфорда, который был судьёй соревнования («The Contest», «The Ballad of Sweeney Todd: Sweeney Pondered and Sweeney Planned»).

Миссис Ловетт (Анджела Лэнсбери) и Суини Тодд (Лен Кариу) в финале первого акта

Несмотря на это, Бамфорд не торопится посетить цирюльника, и Тодд нервничает. Миссис Ловетт успокаивает его, говоря, что надо подождать («Wait»). В пекарню вбегает Энтони и рассказывает о своей возлюбленной, которую он хочет вызволить из заточения. Тодд предлагает привести девушку в безопасное место — его цирюльню. После того, как уходит Энтони, появляются новые гости — Пирелли и Тобиас. В то время как миссис Ловетт угощает Тоби, Пирелли и Тодд поднимаются на второй этаж, где итальянский брадобрей признаётся, что его настоящее имя — Дэнни О’Хиггинс, и он ирландец. Будучи мальчишкой, Дэнни некоторое время был подмастерьем Баркера и хорошо запомнил его бритвы… Он пытается шантажировать Тодда и погибает от его острого лезвия («The Ballad of Sweeney Todd: His Hands Were Quick, His Fingers Strong»). Услышав звуки борьбы, прибегает миссис Ловетт. Она в ужасе, но после рассказа Тодда о шантаже быстро успокаивается, забирает кошелёк мертвеца и идёт отвлекать Тоби с помощью бутылки джина. Тело убитого Суини прячет в сундуке.
Тем временем судья Тёрпин осознаёт, что любит Джоанну гораздо больше, чем воспитанницу. Не в силах справиться с похотью, он делает девушке предложение руки и сердца («Johanna (Judge’s Song): Mea Culpa»). Тёрпин отправляется в суд, а к Джоанне приходит Энтони. Влюблённые придумывают план побега, который решено осуществить сегодня же вечером («Kiss Me»). Судья жалуется Бамфорду, что Джоанна «неохотно отнеслась к его предложению». Пристав предполагает, что вся проблема во внешнем виде Тёрпина, и после визита к Суини Тодду, одному из лучших брадобреев, судья станет гораздо привлекательнее для девушки («Ladies in Their Sensitivities»).
Тёрпин приходит побриться к Тодду, и тот медленно готовится свершить свою месть («Pretty Women»). Всё портит Энтони, который внезапно появляется в заведении и начинает рассказывать о своём плане. Разгневанный судья обещает спрятать Джоанну там, где её никто не найдёт, и никогда не возвращаться в эту цирюльню. В ярости Тодд решает, что все в мире заслуживают смерти — для кого-то она будет наказанием, для кого-то облегчением. Отныне он будет убивать каждого клиента («Epiphany»). Миссис Ловетт, как обычно, смотрит на всё практично и предлагает использовать мёртвую плоть как начинку для пирожков. Времена ведь нынче тяжёлые («A Little Priest»).

### Акт второй

Миссис Ловетт (Анджела Лэнсбери) поёт Суини Тодду (Лен Кариу) о жизни у моря

Второй акт начинается с того, что Тоби, миссис Ловетт и бесчисленные посетители пекарни хвалят чудесные мясные пирожки («God, That’s Good!»). Только безумная Нищенка постоянно твердит о дьявольском дыме и кулинарше-ведьме, но её никто не слушает. Суини Тодд усовершенствовал своё кресло, и процесс доставки убитых клиентов в подвал пекарни стал гораздо удобнее. Хладнокровно убивая всех, кто приходит побриться, он предаётся мыслям о своей дорогой Джоанне, которую он никогда больше не увидит. Энтони тоже думает о ней, ведь судья действительно скрыл девушку в неизвестном месте («Johanna (квартет)»). А миссис Ловетт старается обратить на себя внимание Тодда и рассказывает о своих мечтах, о спокойной жизни у моря. Но мысли брадобрея занимает только месть судье («By The Sea»).
Энтони наконец находит Джоанну: её увезли в неприступную лечебницу Фогга для душевнобольных. Тем не менее, Тодд знает, что делать: моряк должен пойти туда под видом ученика цирюльника, которому нужны волосы для париков («Wigmaker Sequence», «The Ballad of Sweeney Todd: Sweeney Waited Too Long Before…»). Тодд пишет письмо-ловушку для судьи, где сообщает о том, что вечером Джоанна будет в его цирюльне («The Letter»).
Тоби считает, что Тодд — преступник, и обещает обязательно защитить Ловетт, которую любит, как мать («Not While I’m Around»). Его подозрения усиливаются, когда он видит у пекарши кошелёк Пирелли. Ловетт предлагает Тоби спуститься в подвал, где она печёт свои замечательные пирожки, научить его премудростям этого дела. Потом она «вспоминает» о каких-то важных делах, оставляет Тоби одного и запирает его. Наверху она встречает Бамфорда, играющего на её фисгармонии. Ему жаловались на странный запах из подвала пекарни — надо всё проверить. Но вот ключ, оказывается, есть только у Тодда, и придётся его подождать. Чтобы скоротать время, они вместе поют («Parlor Songs»). Появляется Суини и предлагает Бамфорду побриться. Тоби, решив съесть пару пирожков, находит в одном из них волос и кусочек ногтя, а потом видит падающее в подвал тело пристава. Он понимает, что подозрения были не напрасны, обнаруживает, что заперт, и решает бежать через канализацию.
В лечебницу Фогга приходит Энтони, которого сразу же узнаёт Джоанна. Фогг пытается предотвратить побег, и Хоуп хочет воспользоваться пистолетом, который ему дал Тодд, но понимает, что не в силах убить человека. Тогда Джоанна выхватывает оружие из его рук и спускает курок. Сумасшедшие выбегают за ними на улицу. Начинается безумная неразбериха, в которой Тодд и Ловетт пытаются отыскать Тоби, а Нищенка зовёт пристава, который может арестовать «ведьму» («The Ballad of Sweeney Todd: The Engine Roared, The Motor Hissed…», «City on Fire»).
Энтони оставляет Джоанну, переодетую в форму моряка, в цирюльне, а сам идёт искать экипаж, на котором они покинут Лондон. Появляется Нищенка, и Джоанна решает спрятаться в сундуке. Бродяжка начинает петь детскую колыбельную, но появляется Тодд. У него нет времени разбираться с сумасшедшей, и Суини убивает Нищенку. Последней фразой, которую она произносит перед смертью, оказывается «Я не знаю вас, мистер?…» («Beggar Woman’s Lullaby»). Наконец приходит судья. Тодд говорит, что Джоанна сейчас с его соседкой миссис Ловетт и говорит только о Тёрпине. Успокоившись, судья решает побриться и в последние секунды жизни понимает, что перед ним Бенджамин Баркер («Judge’s Return»). Тодд собирается уйти и возобновить поиски Тоби, но замечает Джоанну. От смерти девушку спасает только крик Ловетт.
Тодд спускается вниз. Там миссис Ловетт, отбившись от агонизирующего судьи, хочет сжечь тело Нищенки. Суини смотрит на лицо убитой, освещённое светом пламени печи. Он с ужасом осознаёт, что это Люси. Миссис Ловетт заявляет, что и не говорила о смерти Люси — она отравилась и сошла с ума. Ловетт хотела защитить от этой страшной правды Тодда, которого давно любит. Брадобрей неожиданно успокаивается и начинает танцевать с миссис Ловетт вальс, после чего кидает её в раскалённую печь.
Тодд начинает оплакивать Люси. Появляется Тоби, обезумевший от страха. Он поднимает бритву Суини Тодда и перерезает горло брадобрея. Врываются Энтони, Джоанна и полиция, на глазах которых Тоби начинает крутить мясорубку так, как его учила миссис Ловетт («Final Scene»).

### Эпилог
На сцене вновь собираются все герои истории и исполняют «Балладу Суини Тодда». Появляются призраки двух главных героев, которые приходят к выводу, что желание мстить живёт в каждом из нас. Хор исчезает, Суини Тодд и миссис Ловетт последний раз смотрят друг на друга, и цирюльник-дьявол скрывается за тяжёлой железной дверью («The Ballad of Sweeney Todd: Attend the Tale of Sweeney Todd…»).

## Музыкальные номера
| Пролог - Organ Prelude — Оркестр - The Ballad of Sweeney Todd: Attend the Tale of Sweeney Todd… — Хор Акт первый - No Place Like London — Тодд, Энтони, Нищенка - The Barber and His Wife — Тодд - The Worst Pies in London — Миссис Ловетт - Poor Thing — Миссис Ловетт, Тодд - My Friends — Тодд, Миссис Ловетт - The Ballad of Sweeney Todd: Lift Your Razor High, Sweeney!… — Хор - Green Finch and Linnet Bird — Джоанна - Ah, Miss — Энтони, Джоанна, Нищенка - Johanna — Энтони - Pirelli’s Miracle Elixir — Тоби, Тодд, Миссис Ловетт, Хор - The Contest — Пирелли - The Contest: Tooth-Pulling Sequence — Пирелли, Тоби - The Ballad of Sweeney Todd: Sweeney Pondered and Sweeney Planned… — Хор - Wait — Миссис Ловетт, Тодд, Нищенка - Pirelli’s Death — Пирелли - The Ballad of Sweeney Todd: His Hands Were Quick, His Fingers Strong… — Три тенора - Johanna (Judge’s Song): Mea Culpa — Судья - Kiss Me — Джоанна, Энтони - Ladies in Their Sensitivities — Бамфорд - Kiss Me (квартет) — Бамфорд, Энтони, Джоанна, Судья - Pretty Women — Тодд, Судья - Epiphany — Тодд - A Little Priest — Миссис Ловетт, Тодд | Акт второй - God, That’s Good! — Тоби, Миссис Ловетт, Тодд, Хор - Johanna (реприза/квартет) — Энтони, Тодд, Джоанна, Нищенка - By the Sea — Миссис Ловетт, Тодд - Wigmaker Sequence/The Ballad of Sweeney Todd: Sweeney’d Waited Too Long Before… — Тодд, Энтони, Хор - The Letter (квинтет) — Хор - Not While I’m Around — Тоби, Миссис Ловетт - Parlor Songs - Sweet Polly Plunkett — Бамфорд, Миссис Ловетт - Tower of Bray — Бамфорд, Миссис Ловетт, Тоби - Sweet Polly Plunkett (реприза) — Миссис Ловетт - Final Sequence - The Ballad of Sweeney Todd: The Engine Roared, The Motor Hissed… — Хор - Fogg’s Asylum/Fogg’s Passacaglia — Оркестр - City on Fire/Searching — Хор, Джоанна, Энтони, Тодд, Миссис Ловетт, Нищенка - Ah, Miss (Reprise) — Энтони, Джоанна - Beggar Woman’s Lullaby — Нищенка - The Judge’s Return — Тодд, Судья - The Ballad of Sweeney Todd: Lift Your Razor High, Sweeney!… — Хор - Final Scene — Тодд, Миссис Ловетт, Тоби Epilogue - The Ballad of Sweeney Todd: Attend the Tale of Sweeney Todd… — Хор |

## Постановки

### Оригинальные постановки
Премьера мюзикла в бродвейском театре Юрис состоялась 1 марта 1979 года; после 557 представлений и 19 предварительных показов спектакль был закрыт. Режиссёром первой постановки стал Гарольд Принс, хореографом — Ларри Фуллер. Декорации создал Юджин Ли, а костюмы — Франни Ли. В оригинальном составе играли: Анджела Лэнсбэри (с марта 1980 года — Дороти Лоудон) — Миссис Ловетт, Лен Кариу (с марта 1980 — Джордж Хирн) — Суини Тодд, Виктор Гарбер — Энтони Хоуп, Сара Райс — Джоанна, Мерль Луиз — Нищенка, Кен Дженнингс — Тоби, Эдмунд Линдек — Судья Тёрпин. Постановка получила восемь премий «Тони», включая награду за «Лучший мюзикл».
24 октября 1980 года в Вашингтоне начался первый тур мюзикла по США, который закончился в августе 1981 в Лос-Анджелесе. Главные роли исполняли Анджела Лэнсбэри и Джордж Хирн. В то же время была снята телепостановка спектакля, показанная 12 сентября 1982 года. Тур по Северной Америке начался в Уилмингтоне 23 февраля 1982 года и закончился в Торонто 17 июля того же года.
2 июля 1980 года состоялась премьера «Суини Тодда» в лондонском театре Друри-Лейн. Главные роли исполнили Денис Куилли и Шейла Хэнкок. Всего состоялось 157 представлений. Несмотря на смешанные отзывы критиков, мюзикл выиграл премию Оливье за лучший мюзикл.

### Бродвейская постановка 1989 года
14 сентября 1989 года в нью-йоркском театре Circle in the Square была открыта возобновлённая постановка (т. н. «revival»), продержавшаяся на сцене 188 вечеров. В актёрский состав вошли Боб Гантон, Бет Фоулер, Эдди Корбич и другие; режиссёром стала Сьюзан Шульман. Постановка была номинирована на четыре премии «Тони», но так их и не получила.

### Лондонская постановка 1993 года
Возобновление лондонской постановки состоялось в театре Royal National в 1993 году. Элан Армстронг сыграл роль Тодда, Джулия Маккензи — Ловетт; режиссёром шоу был Деклан Доннеллан. Спектакль получил 4 премии Оливера. Интересно, что Стивен Сондхейм, который «характеризует каждую постановку одним прилагательным», назвал версию Доннеллана «камерной» (в то время как оригинальная версия Принца показалась ему «грандиозной»).

### Лондонская постановка 2004 года
Спустя десятилетие Джон Дойл представил зрителям театра Watermill (Ньюбери) самую необычную постановку «Суини Тодда», которая позже появилась и на Вест-Энде. Особенностью спектакля стало отсутствие оркестра: музыку исполняли сами актёры, каждый на своём инструменте. Главные роли исполнили Пол Хегарти (Тодд), Карен Манн (Ловетт), Ребекка Джексон (Нищенка), Сэм Кеньон (Тоби), Ребекка Дженкинс (Джоанна), Дэвид Рикардо-Пирс (Энтони) и Колин Уэйкфилд (Судья Тёрпин). Постановка была закрыта 5 февраля 2005 года.

### Бродвейская постановка 2005 года

Пэтти ЛюПон и Майкл Серверис в постановке 2005 года

3 ноября 2005 года в нью-йоркском театре Eugene O’Neill появилась американская версия постановки Джона Дойла, в которой играли:
- Майкл Серверис (Суини Тодд) — гитара
- Пэтти ЛюПон (Нелли Ловетт) — туба и ударные инструменты
- Лорен Молина (Джоанна) — виолончель
- Мануэль Фелисиано (Тоби) — скрипка, кларнет, пианино
- Марк Джейкоби (Судья Тёрпин) — труба, ударные инструменты
- Бенджамин Магнусон (Энтони) — виолончель, пианино
- Александр Гемигнани (Бамфорд) — пианино, труба
- Донна Линн Чэмплин (Пирелли) — аккордеон, флейта, пианино
- Диана ДиМарзио (Нищенка) — кларнет
- Джон Арбо (Фогг) — контрабас

Спектакль был номинирован на 6 премий «Тони» и получил две награды (за режиссуру и оркестровку). В отличие от многих бродвейских шоу, стоимость постановки составила всего 3,5 миллиона долларов и окупилась за 19 недель. 30 августа 2007 года начался тур мюзикла по США (главные роли исполняли Дэвид Хесс и Джуди Кей).

### Дублинская постановка 2007 года
Ирландская версия спектакля, которая шла в дублинском театре Gate с апреля по июнь 2007 года, так же отличалась своей минималистичностью и абстрактностью: на сцене было всего 14 актёров и 7 музыкантов. Тодда сыграл Дэвид Шеннон, миссис Ловетт — Анита Ривз. Газета The Sunday Times отмечала, что тёмные и грубые декорации вместе с минимальным освещением создавали неловкое и неуютное ощущение, подходящее мюзиклу.

### Постановка Чичестерского театра в 2011 году
С 24 сентября по 5 ноября 2011 года идёт постановка мюзикла в английском Чичестерском театре. В роли Тодда — Майкл Болл, в роли миссис Ловетт — Имельда Стонтон. Также в спектакле принимают участие Джон Бои (Судья), Люси Мэй Баркер (Джоанна) и Питер Поликарпо (Бамфорд).

### Московская постановка 2017 года
2 июля 2016 года в рамках проекта «Репетиции» московский Театр на Таганке представил зрителю черновую версию известного бродвейского мюзикла «Суини Тодд, маньяк-цирюльник с Флит-стрит». Режиссёром выступил обладатель премии «Золотая маска» Алексей Франдетти.
Предпремьерный показ мюзикла состоялся 29 декабря 2016 года.
Премьерные спектакли прошли с 27 по 29 января 2017 года.
- Суини Тодд — Пётр Маркин
- Миссис Ловет — Екатерина Рябушинская, Александра Басова, Лариса Долина
- Джоанна — Дарья Авратинская, Екатерина Варкова
- Энтони — Александр Метёлкин
- Тобби — Анастасия Захарова, Роман Ершов
- Судья Терпин — Сергей Ушаков
- Пристав — Никита Лучихин
- Нищенка — Марфа Кольцова, Марина Антонова
- Адольфо Пирелли — Константин Любимов, Роман Стабуров

### Оперные постановки
Вскоре после успеха «Суини Тодда» на Бродвее Гарольд Принц поставил спектакль в Хьюстонской Опере. Постановка шла 10 вечеров (с 14 по 24 июня 1984 года). В команду создателей снова вошли Юджин Ли, Франни Ли, Кен Биллингтон и Ларри Фуллер. Исполнителями главных ролей были Тимоти Нолен (Тодд), Джойс Касл (Ловетт), Ли Меррилл (Джоанна), Уилл Рой (Судья) и Барри Буссе (Бамфорд).
В октябре того же года состоялось 13 представлений на сцене Нью-Йоркской городской оперы. Эта постановка была ненадолго возобновлена в 1986 и 2004 годах. В версии 2004 года роль миссис Ловетт исполнила знаменитая актриса мюзиклов Элейн Пейдж.
В 1998 и 2002 годах появилась новая оперная постановка — на этот раз британская, созданная компанией «Опера Норд». Образы Суини Тодда и Нелли Ловетт примерили на себя баритон Стивен Пейдж и актриса мюзиклов Беверли Клейн.

Джордж Хирн и Пэтти ЛюПон. Финальная сцена концертной версии 2000 года

В 2002 году «Лирическая Опера Чикаго» представила постановку с известным валлийским бас-баритоном Брином Терфелем. Зимой 2003—2004 годов эту версию спектакля поставили в Ковент-Гардене.

### Концертные версии
12—14 марта 1999 года в театре «Амансон» (Лос-Анджелес) состоялось пять концертных представлений, поставленных компанией «Reprise! Broadway’s Best in Concert». Состав исполнителей включал Келси Грэммера в главной роли, а также Кристин Барански (Нелли Ловетт), Нила Патрика Харриса (Тоби), Мелиссу Манчестер (Нищенка) и Кена Говарда (Судья).
4-6 мая 2000 года режиссёр Лонни Прайс представил новую концертную постановку в зале Эвери Фишера с Нью-Йоркским филармоническим оркестром. В каст вошли Джордж Хирн, Пэтти ЛюПон, Нил Патрик Харрис, Дэвис Гейнс, Джон Эйлер, Пол Плишка, Хайди Грант Мёрфи, Стэнфорд Олсен и Одра Макдональд.
Этот концерт также был показан в Сан-Франциско 19—21 июля 2000. Актёрский состав немного изменился: в него вошли Виктория Кларк, Лиза Вромен и Тимоти Нолен. Сан-францисская постановка была записана PBS и показана 31 октября 2001 года.

## Экранизация
21 декабря 2007 года в прокат вышел фильм Тима Бёртона, основанный на мюзикле. Роль демонического цирюльника исполнил Джонни Депп, Хелена Бонэм Картер сыграла миссис Ловетт. Также в картине снялись Алан Рикман (Судья), Тимоти Сполл (Бамфорд), Саша Барон Коэн (Пирелли), Джэйми Кэмпбелл Боуэр (Энтони), Джейн Вайзнер (Джоанна), Лора Мишель Келли (Нищенка), Эд Сандерс (Тоби). Лента получила «Золотой глобус» в номинации «Лучший фильм в жанре комедии или мюзикла», Джонни Деппу вручили эту же премию как «Лучшему актёру комедии или мюзикла». Также фильм удостоился премии «Сатурн» за лучший фильм ужасов в 2008 году.
Под влиянием мюзикла был снят мини-сериал «Ужас Долорес Роуч», премьера которого состоится 7 июля 2023 года.

## Интересные факты
- «The Ballad of Sweeney Todd», основной лейтмотив мюзикла, содержит музыкальные отсылки к средневековому католическому гимну Dies Irae[22].
- До сих пор выдвигаются различные мнения о том, к какому жанру ближе «Суини Тодд»: мюзиклу или опере. Сам Стивен Сондхейм называл своё произведение «чёрной опереттой»[23].
- Первоначально Сондхейм планировал сделать мюзикл без прозаических диалогов (англ. sung-through), но потом всё же решил оставить их. Однако, около 80 % спектакля всё равно составляют музыкальные номера[24].
- Существует адаптация мюзикла для любительских школьных постановок с небольшими текстовыми и сценическими отличиями от оригинала[25].
- В рождественском эпизоде «Жизнь и приключения робота-подростка» антагонистом выступает мальчик по имени Тодд Суини.

## Награды и номинации

### Оригинальная Бродвейская постановка
| Год  | Премия     | Категория                                          | Номинация           | Итог      |
| ---- | ---------- | -------------------------------------------------- | ------------------- | --------- |
| 1979 | Драма Деск | Outstanding Musical                                | Outstanding Musical | Победа    |
| 1979 | Драма Деск | Outstanding Book of a Musical                      | Хью Уиллер          | Победа    |
| 1979 | Драма Деск | Outstanding Lyrics                                 | Стивен Сондхейм     | Победа    |
| 1979 | Драма Деск | Outstanding Music                                  | Стивен Сондхейм     | Победа    |
| 1979 | Драма Деск | Outstanding Actor in a Musical                     | Лен Кариу           | Победа    |
| 1979 | Драма Деск | Outstanding Actress in a Musical                   | Анджела Лэнсбэри    | Победа    |
| 1979 | Драма Деск | Outstanding Featured Actor in a Musical            | Кен Дженнингс       | Победа    |
| 1979 | Драма Деск | Outstanding Featured Actress in a Musical          | Мерль Луиз          | Победа    |
| 1979 | Драма Деск | Outstanding Choreography                           | Ларри Фуллер        | Номинация |
| 1979 | Драма Деск | Outstanding Director of a Musical                  | Гарольд Принс       | Победа    |
| 1979 | Драма Деск | Outstanding Set Design                             | Юджин Ли            | Номинация |
| 1979 | Драма Деск | Outstanding Costume Design                         | Франни Ли           | Номинация |
| 1979 | Драма Деск | Outstanding Lighting Design                        | Кен Биллингтон      | Номинация |
| 1979 | Тони       | Best Musical                                       | Best Musical        | Победа    |
| 1979 | Тони       | Best Book of a Musical                             | Хью Уиллер          | Победа    |
| 1979 | Тони       | Best Original Score                                | Стивен Сондхейм     | Победа    |
| 1979 | Тони       | Best Performance by a Leading Actor in a Musical   | Лен Кариу           | Победа    |
| 1979 | Тони       | Best Performance by a Leading Actress in a Musical | Анджела Лэнсбэри    | Победа    |
| 1979 | Тони       | Best Direction of a Musical                        | Гарольд Принс       | Победа    |
| 1979 | Тони       | Best Scenic Design                                 | Юджин Ли            | Победа    |
| 1979 | Тони       | Best Costume Design                                | Франни Ли           | Победа    |
| 1979 | Тони       | Best Lighting Design                               | Кен Биллингтон      | Номинация |

### Оригинальная Лондонская постановка
| Год  | Награда               | Категория                     | Номинация           | Итог      |
| ---- | --------------------- | ----------------------------- | ------------------- | --------- |
| 1980 | Премия Лоренса Оливье | Лучший новый мюзикл           | Лучший новый мюзикл | Победа    |
| 1980 | Премия Лоренса Оливье | Лучшая мужская роль в мюзикле | Денис Куилли        | Победа    |
| 1980 | Премия Лоренса Оливье | Лучшая женская роль в мюзикле | Шейла Хэнкок        | Номинация |

### Бродвейская постановка 1989 года
| Год  | Награда    | Категория                                          | Номинация                        | Итог      |
| ---- | ---------- | -------------------------------------------------- | -------------------------------- | --------- |
| 1990 | Драма Деск | Outstanding Revival of a Musical                   | Outstanding Revival of a Musical | Номинация |
| 1990 | Драма Деск | Outstanding Actor in a Musical                     | Боб Гантон                       | Номинация |
| 1990 | Драма Деск | Outstanding Actress in a Musical                   | Бет Фоулер                       | Номинация |
| 1990 | Драма Деск | Outstanding Set Design                             | Джеймс Морган                    | Номинация |
| 1990 | Драма Деск | Outstanding Lighting Design                        | Мэри Джо Дондлинжер              | Победа    |
| 1990 | Тони       | Best Revival of a Musical                          | Best Revival of a Musical        | Номинация |
| 1990 | Тони       | Best Performance by a Leading Actor in a Musical   | Боб Гантон                       | Номинация |
| 1990 | Тони       | Best Performance by a Leading Actress in a Musical | Бет Фоулер                       | Номинация |
| 1990 | Тони       | Best Direction of a Musical                        | Сьюзан Шульман                   | Номинация |

### Лондонская постановка 1993 года
| Год  | Награда               | Категория                           | Номинация                    | Итог      |
| ---- | --------------------- | ----------------------------------- | ---------------------------- | --------- |
| 1994 | Премия Лоренса Оливье | Лучший возобновлённый мюзикл        | Лучший возобновлённый мюзикл | Победа    |
| 1994 | Премия Лоренса Оливье | Best Director of a Musical          | Деклан Доннеллан             | Победа    |
| 1994 | Премия Лоренса Оливье | Лучшая мужская роль в мюзикле       | Алан Армстронг               | Победа    |
| 1994 | Премия Лоренса Оливье | Лучшая женская роль в мюзикле       | Джулия Маккензи              | Победа    |
| 1994 | Премия Лоренса Оливье | Лучшая роль второго плана в мюзикле | Адриан Лестер                | Номинация |
| 1994 | Премия Лоренса Оливье | Лучшая роль второго плана в мюзикле | Барри Джеймс                 | Номинация |

### Оригинальная Ирландская постановка
| Год  | Награда    | Категория               | Номинация         | Итог      |
| ---- | ---------- | ----------------------- | ----------------- | --------- |
| 2003 | AIMS Award | Best Overall Show       | Best Overall Show | Победа    |
| 2003 | AIMS Award | Best Actor              | Тодд Бразерс      | Победа    |
| 2003 | AIMS Award | Best Actress            | Мэри Келли        | Победа    |
| 2003 | AIMS Award | Best Supporting Actor   | Крис Рэмси        | Победа    |
| 2003 | AIMS Award | Best Supporting Actress | Ивонна Рэмси      | Номинация |
| 2003 | AIMS Award | Best Director           | Пэт Двайер        | Победа    |
| 2003 | AIMS Award | Best Music Director     | Грэхэм Уолш       | Номинация |
| 2003 | AIMS Award | Best Chorus             | Best Chorus       | Победа    |

### Бродвейская постановка 2005 года
| Год  | Награда    | Категория                                         | Номинация                        | Итог      |
| ---- | ---------- | ------------------------------------------------- | -------------------------------- | --------- |
| 2006 | Драма Деск | Outstanding Revival of a Musical                  | Outstanding Revival of a Musical | Победа    |
| 2006 | Драма Деск | Outstanding Actor in a Musical                    | Майкл Серверис                   | Номинация |
| 2006 | Драма Деск | Outstanding Actress in a Musical                  | Пэтти ЛюПон                      | Номинация |
| 2006 | Драма Деск | Outstanding Featured Actor in a Musical           | Александр Гемигнани              | Номинация |
| 2006 | Драма Деск | Outstanding Orchestrations                        | Сара Трэвис                      | Победа    |
| 2006 | Драма Деск | Outstanding Director of a Musical                 | Джон Дойл                        | Победа    |
| 2006 | Драма Деск | Outstanding Set Design                            | Джон Дойл                        | Номинация |
| 2006 | Драма Деск | Outstanding Lighting Design                       | Ричард Джонс                     | Победа    |
| 2006 | Драма Деск | Outstanding Sound Design                          | Дэн Моусес Шрейер                | Номинация |
| 2006 | Тони       | Best Revival of a Musical                         | Best Revival of a Musical        | Номинация |
| 2006 | Тони       | Best Performance by a Leading Actor in a Musical  | Майкл Серверис                   | Номинация |
| 2006 | Тони       | Премия «Тони» за лучшую женскую роль в мюзикле    | Пэтти Люпон                      | Номинация |
| 2006 | Тони       | Best Performance by a Featured Actor in a Musical | Мануэль Фелисиано                | Номинация |
| 2006 | Тони       | Best Direction of a Musical                       | Джон Дойл                        | Победа    |
| 2006 | Тони       | Best Orchestrations                               | Сара Трэвис                      | Победа    |

### Лондонская постановка 2012 года
| Год  | Награда                        | Категория                     | Номинация                    | Итог      |
| ---- | ------------------------------ | ----------------------------- | ---------------------------- | --------- |
| 2012 | Премия газеты Evening Standard | Лучший мюзикл                 | Лучший мюзикл                | Победа    |
| 2013 | Премия Лоренса Оливье          | Лучший возобновлённый мюзикл  | Лучший возобновлённый мюзикл | Победа    |
| 2013 | Премия Лоренса Оливье          | Лучшая мужская роль в мюзикле | Майкл Болл                   | Победа    |
| 2013 | Премия Лоренса Оливье          | Лучшая женская роль в мюзикле | Имельда Стонтон              | Победа    |
| 2013 | Премия Лоренса Оливье          | Лучший костюмер               | Энтони Уорд                  | Номинация |
| 2013 | Премия Лоренса Оливье          | Лучшая постановка света       | Марк Хендерсон               | Номинация |
| 2013 | Премия Лоренса Оливье          | Лучшая постановка звука       | Пол Грузис                   | Номинация |